# Piperettin
Piperettin ist eine chemische Verbindung aus der Gruppe der Alkaloide und Piperinderivate.

## Vorkommen

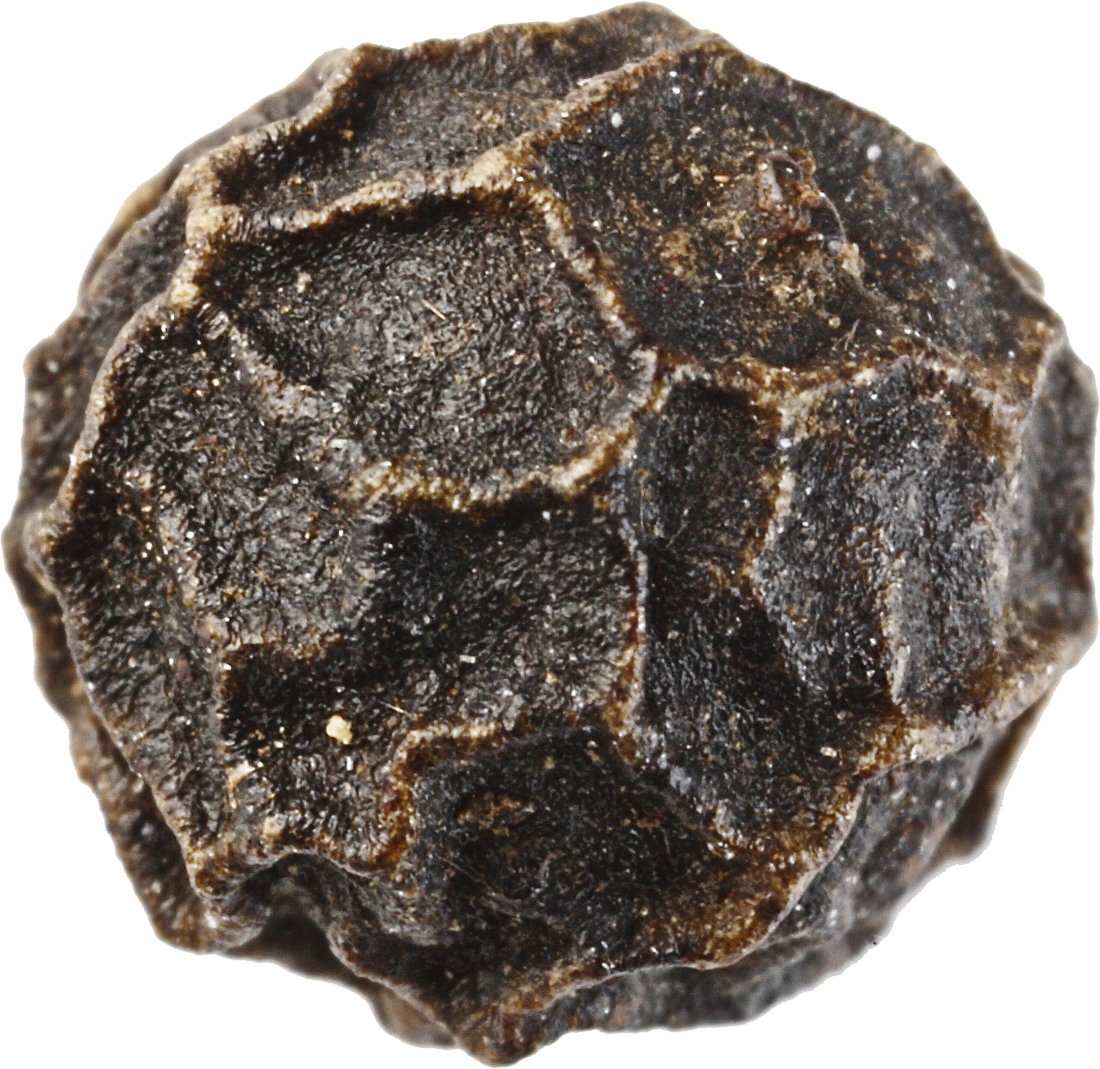
Schwarzes Pfefferkorn

Piperettin kommt natürlich zu 0,4–0,8 % in Pfeffer vor und trägt zum scharfen Geschmack bei.  Es wurde 1850 von Spring und Stark aus schwarzem Pfeffer isoliert.

## Gewinnung und Darstellung
Piperettin kann durch eine Ramberg-Bäcklund-Reaktion ausgehend von Piperonal gewonnen werden.